# Ratusz w Policach nad Metují
Ratusz w Policach nad Metují  − ratusz w Czechach, w Sudetach Środkowych, w miejscowości Police nad Metují.
Ratusz zbudowany w 1718 według projektu Christopha Dientzenhofera. Od 1740 siedziba władz. W kolejnym stuleciu uległa spaleniu wieża ratuszowa (1842).